# Sphenophyllum
Sphenophyllum is een geslacht van uitgestorven varenachtige planten, verwant aan de paardenstaarten. Er zijn vertegenwoordigers bekend als fossielen vanaf het Devoon tot het Trias (360 tot 251 miljoen jaar geleden), maar het hoogtepunt was het Carboon. Fossielen van Sphenophyllum worden over heel de wereld gevonden.

## Naamgeving en etymologie
- Synoniem: Bowmanites, Sphenostrobus (voor losse delen van de plant)

De botanische naam Sphenophyllum is een samenstelling van Oudgrieks σφήν, sphēn (wig) en φύλλον, phullon (blad), naar de wigvormige bladen.

## Kenmerken
Sphenophyllum hadden, net als de tegenwoordige paardenstaarten, gelede stengels, met op de knopen een krans van 3, 6 of 9 (of een groter veelvoud van drie) bladeren. De blaadjes zijn wigvormig, met dichotoom vertakte nerven en een gave, getande of ingesneden bladrand. De vaatbundels zijn in doorsnede driehoekig. Op de top van de stengel zit een sporenkegel of strobilus, waarvan de fossiele restanten, die dikwijls los van de plant worden gevonden, ook wel bekend zijn onder de naam Bowmanites.
Verder hebben ze weinig gelijkenis met de paardenstaarten. De stengels van Sphenophyllum zijn tot meer dan een meter lang en in verhouding dun, tot 7 mm doormeter, licht verdikt bij de knopen. De stengels vertonen lengteribben en -groeven. Op de knopen ontstaan ook de zijtakken, maar maximaal één per knoop. Water en mineralen werden waarschijnlijk opgenomen door kleine wortels die uit knopen van de op de grond liggende takken ontsproten.

## Verspreiding en habitat
Sphenophyllums groeiden op vochtige tot zeer natte plaatsen. Uit de vorm van de stengels kan men afleiden dat een aantal soorten bodembedekkers waren, andere wellicht klimplanten. Ze worden over de hele wereld gevonden, overal waar steenkool wordt gedolven.

## Soortenlijst
Het geslacht telt talrijke soorten, die vooral onderscheiden worden op basis van de vorm van de blaadjes. Hier volgt een onvolledige soortenlijst:
- Sphenophyllum angustifolium Germar
- Sphenophyllum costae Sterzel
- Sphenophyllum cuneifolium Sternb.
- Sphenophyllum emarginatum Brongn.
- Sphenophyllum fimbriatum Halle
- Sphenophyllum geinitzii
- Sphenophyllum longifolium
- Sphenophyllum majus
- Sphenophyllum oblongifolium (Germar & Kaulf.) Unger
- Sphenophyllum plurifoliatum
- Sphenophyllum rotundatum Halle
- Sphenophyllum sino-coreanum Yabe
- Sphenophyllum thonii Mahr
- Sphenophyllum verticillatum (Schloth.) Brongn.

Orde Equisetales

Familie Archaeocalamitaceae † –
Geslacht: Archaeocalamites

Familie Calamitaceae –
Geslachten: Annularia · Arthropitys · Asterophyllites · Astromyelon · Calamites · Calamocarpon · Calamostachys · Cingularia · Mazostachys · Paleostachya

Familie Equisetaceae –
Geslacht: Equisetum

Orde Pseudoborniales †

Familie Pseudoborniaceae –
Geslacht: Pseudobornia

Orde Sphenophyllales †

Familie Sphenophyllaceae –
Geslacht: Sphenophyllum 